# Iphiaulax lateritius
Iphiaulax lateritius är en stekelart som beskrevs av Cameron 1905. Iphiaulax lateritius ingår i släktet Iphiaulax och familjen bracksteklar. Inga underarter finns listade i Catalogue of Life.